# Церква відвідин (Ейн-Керем)
Церква відвідин також Visitatio — чи Magnificat — церква — одна з трьох церков у Ейн-Керемі, на заході Єрусалима.
Церква побудована над місцем будинку батьків Івана Хрестителя. Тут зустрілися Діва Марія та Єлисавета. Єлизавета зустріла Марію словами:
 Так Єлисавета дізналась що її тайна відкрита, але водночас і дізналась про секрет Марії та признала в ній матір Господа. Марія ж возвеличила Господа у молитві Магніфікат — Лк. 1:46–55 — звідки і походить одна з назв церкви. Вона перебувала у Єлизавети три місяці, тобто аж до народження Івана Хрестителя.

## Історія будівлі
Церква вміщує в себе природний грот, що з ранньохристиянських часів був місцем молитви. У VII ст. на цьому місці вже була відома церква. Хрестоносці збудували тут велику двоповерхову церкву, яку було зруйновано османськими завойовниками. Францисканці викупили це місце у 1679 році і чекали два століття на дозвіл побудови церкви. Нижній поверх церкви відреставровано у 1862 році а верхній побудовано між 1939 по 1955 за планами італійського архітектора Антоніо Барлуцці.
На подвір'ї церкви на стіні молитва Магніфікат виписана 42 мовами на керамічних плитках, у тому числі і українською мовою.

## Галерея

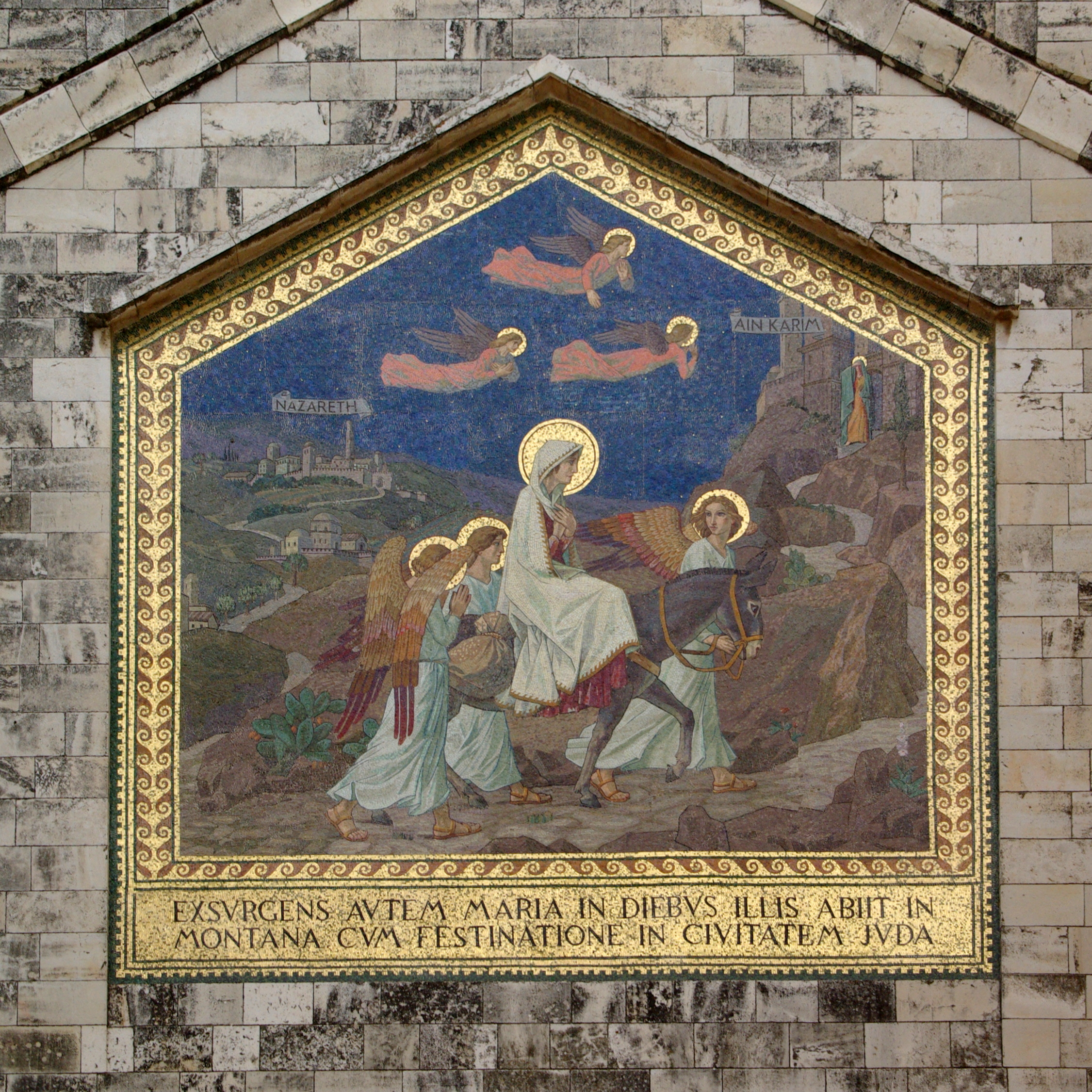
Мозаїка  на зовнішній стіні.
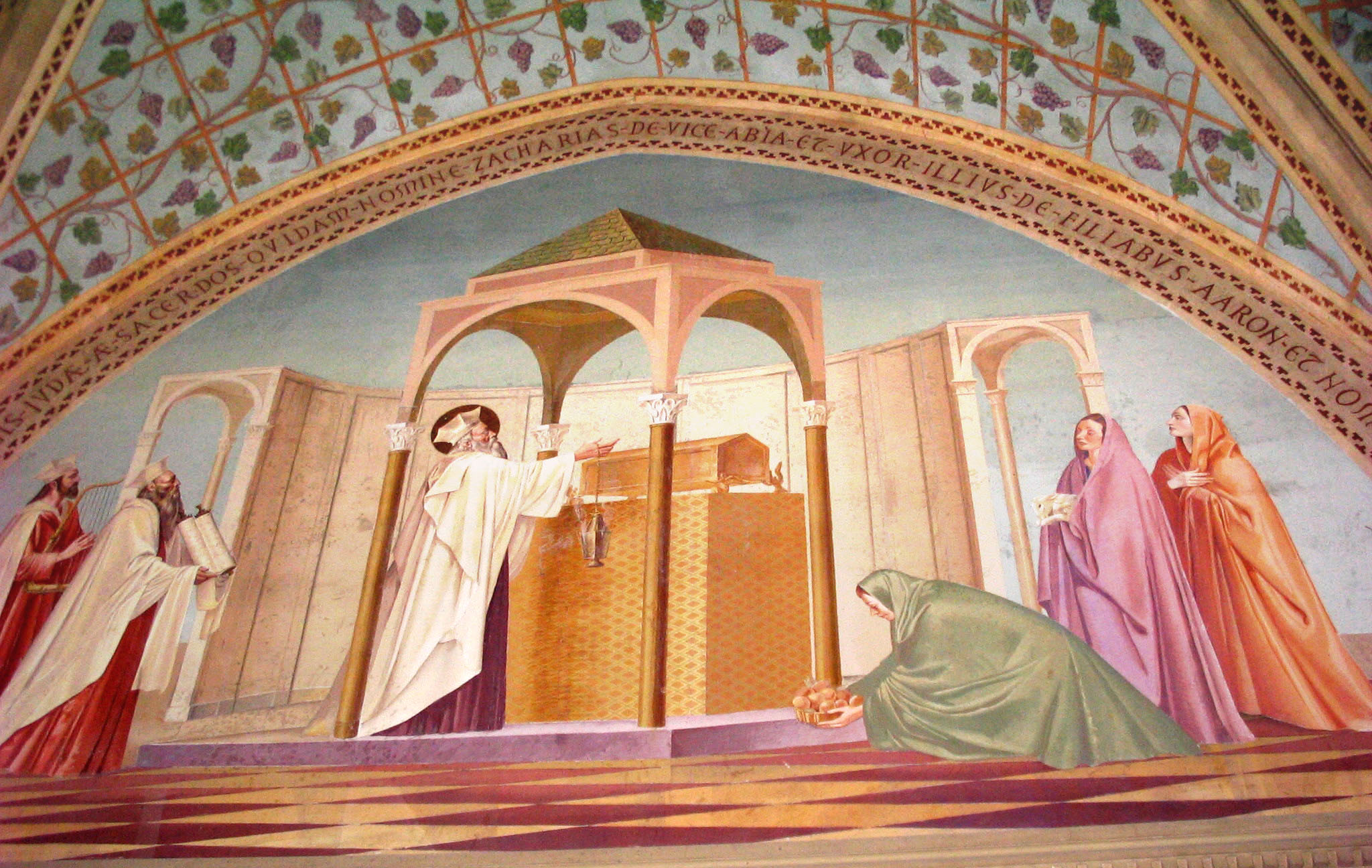
Фреска під куполом Нижньої Церкви.
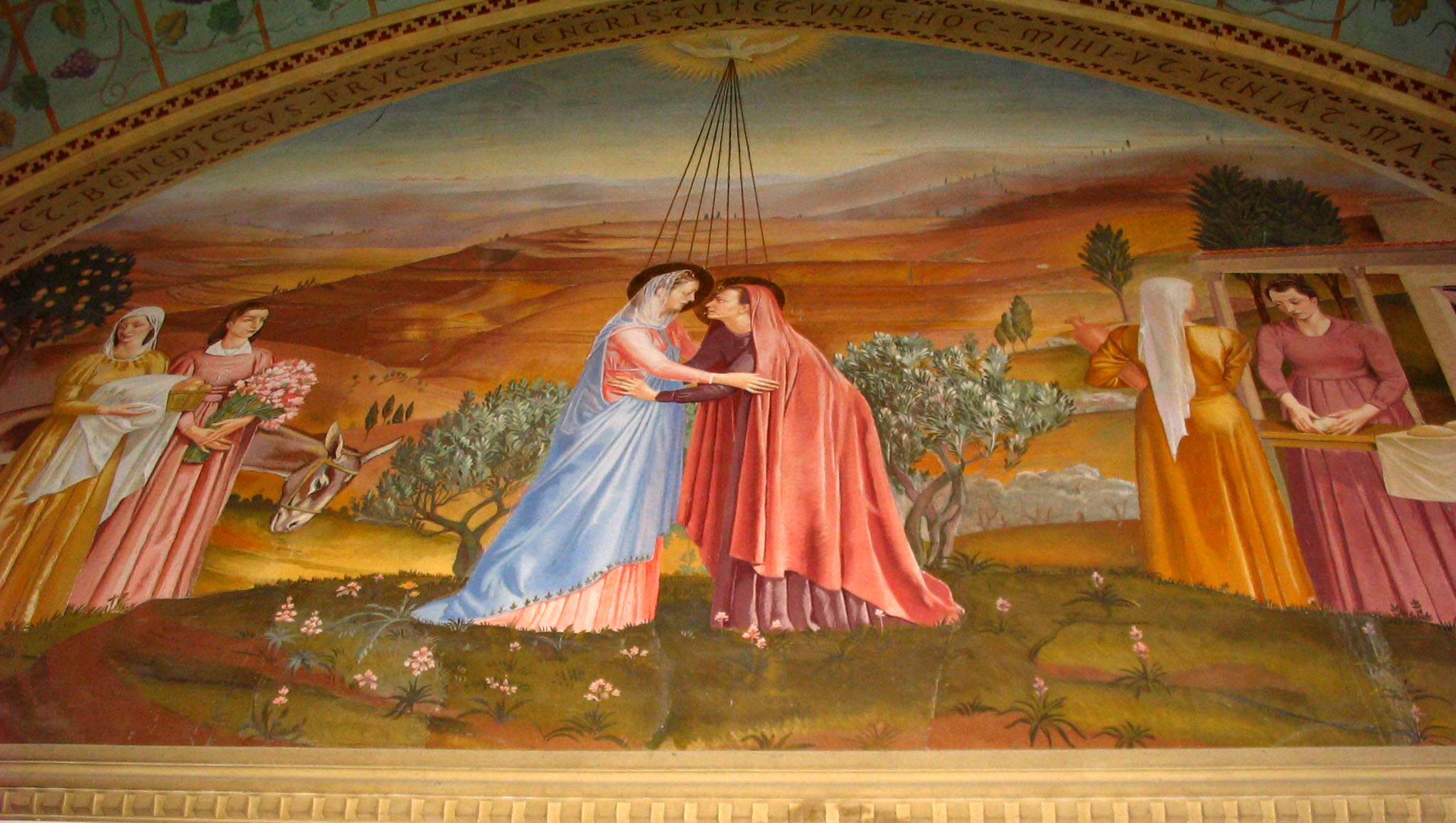
Фреска під куполом Нижньої Церкви.
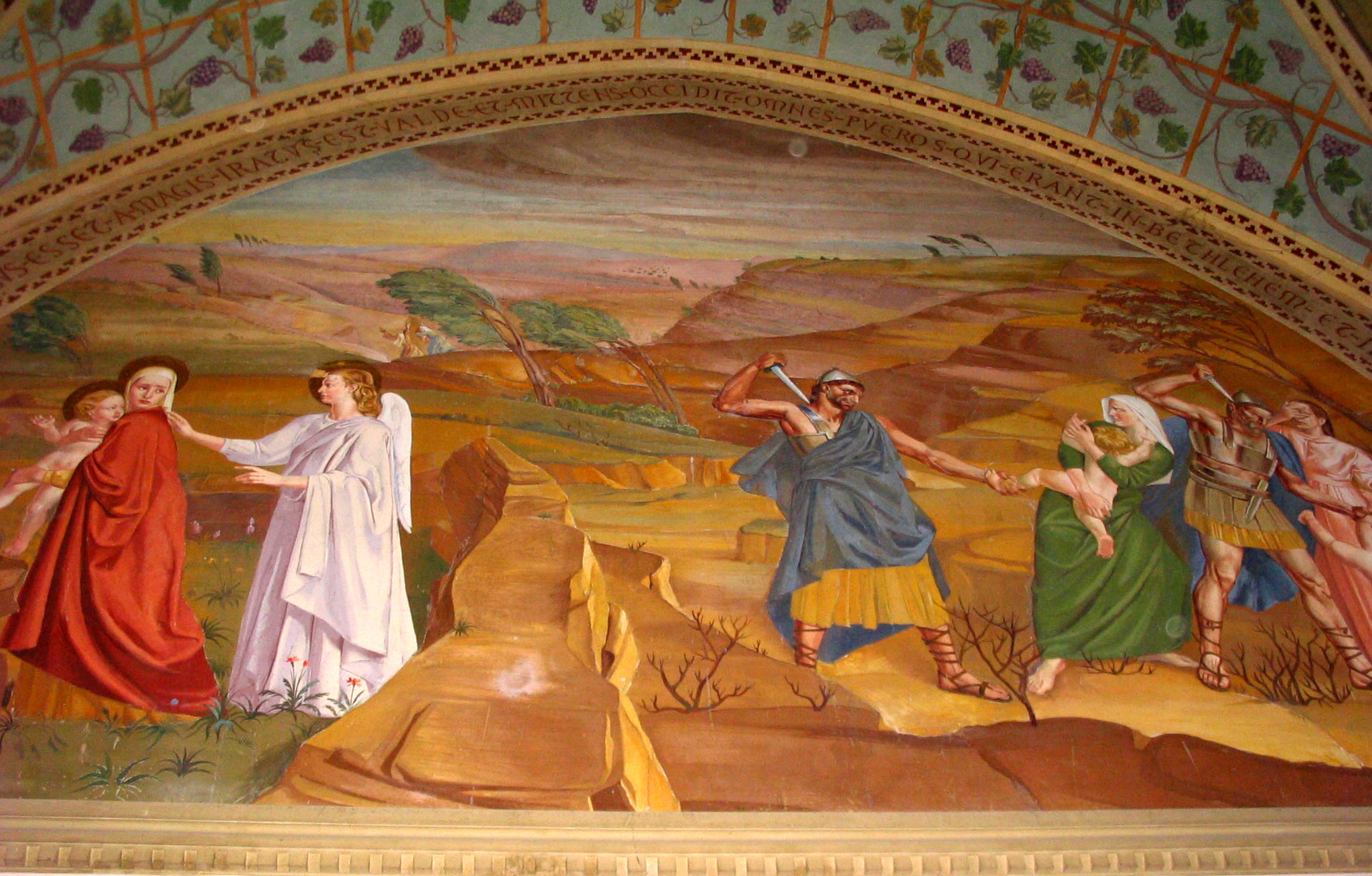
Фреска під куполом Нижньої Церкви.
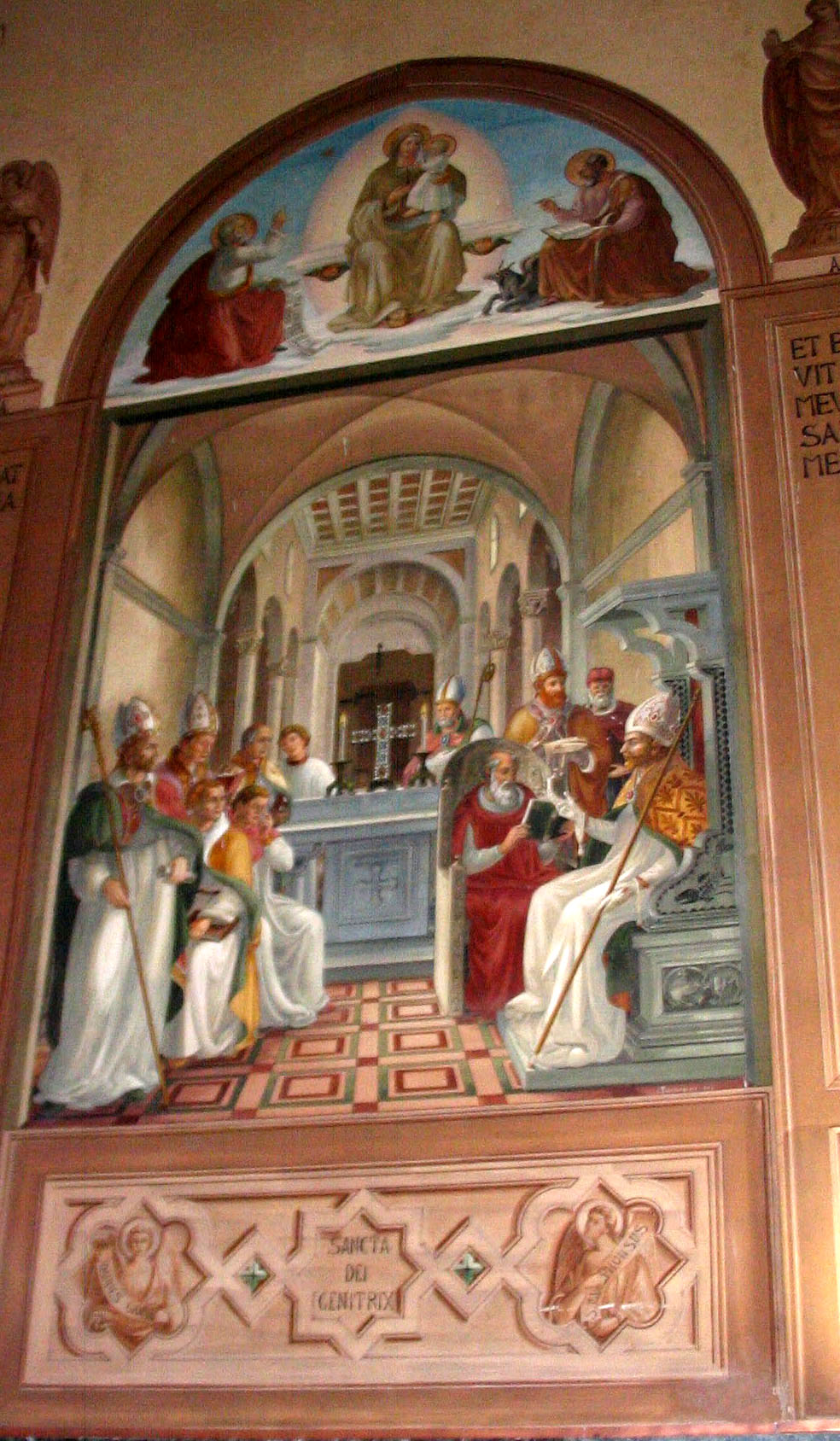
Фреска Верхньої Церкви.
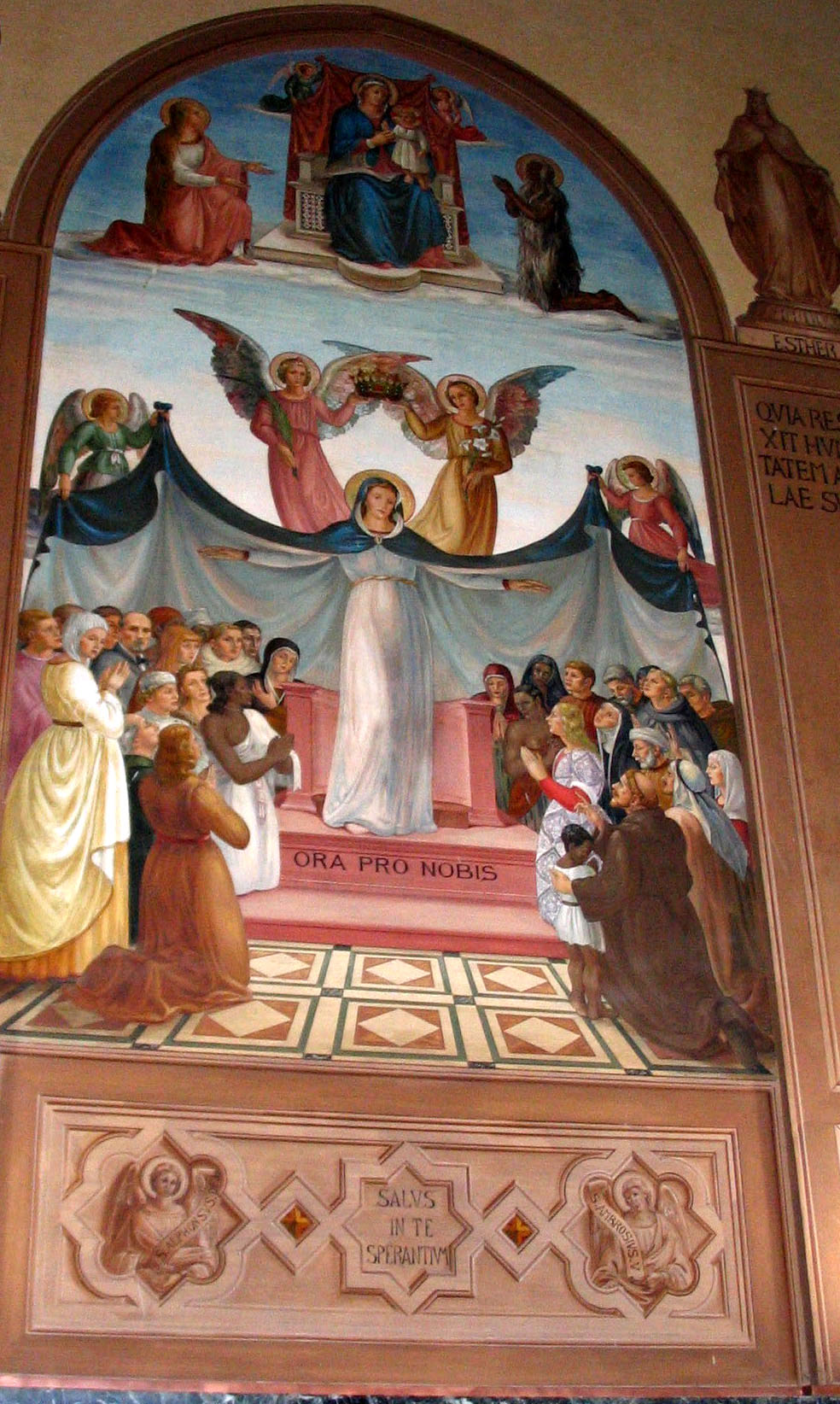
Фреска ВерхньоїЦеркви.
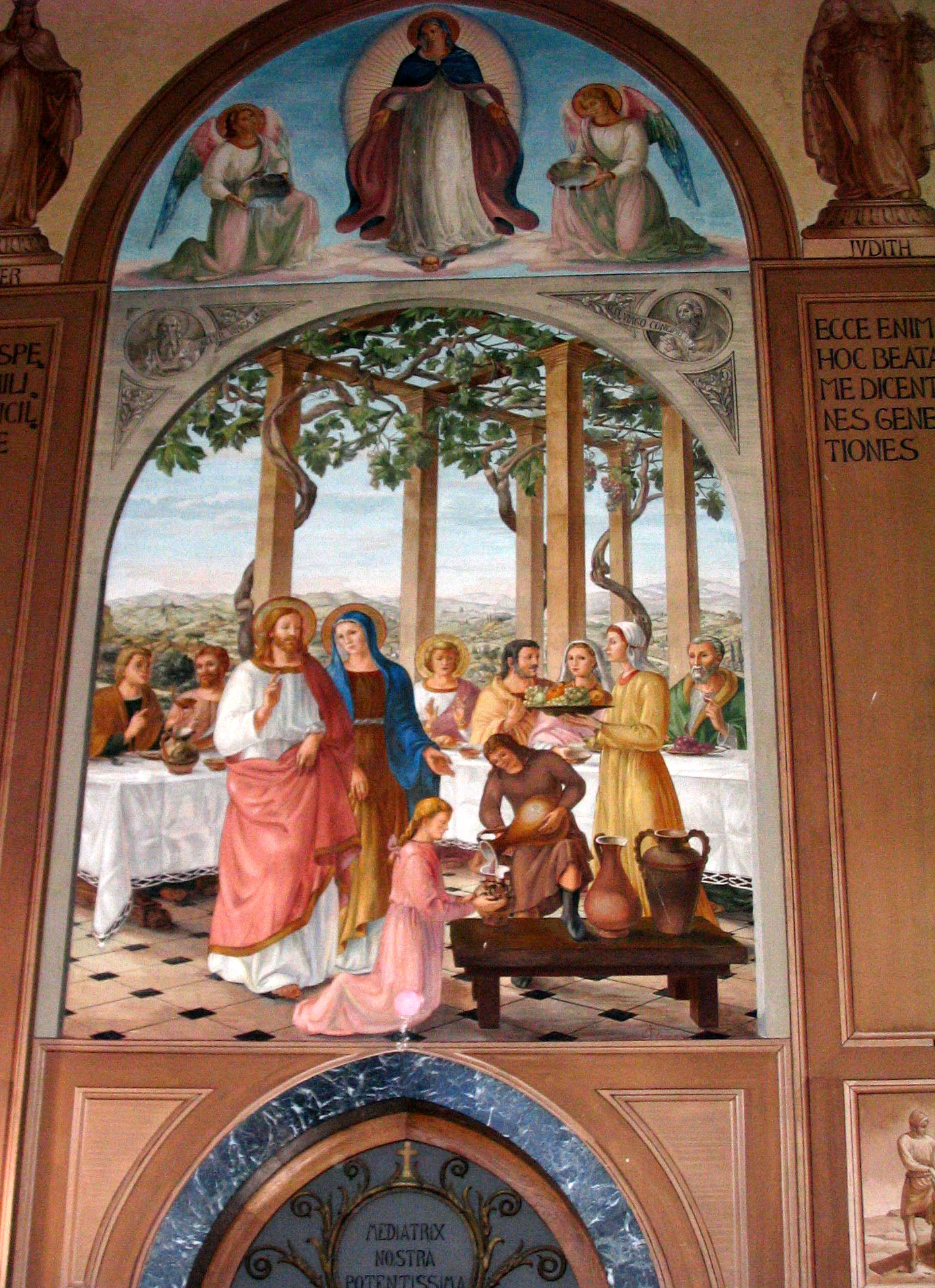
Фреска Верхньої Церкви.
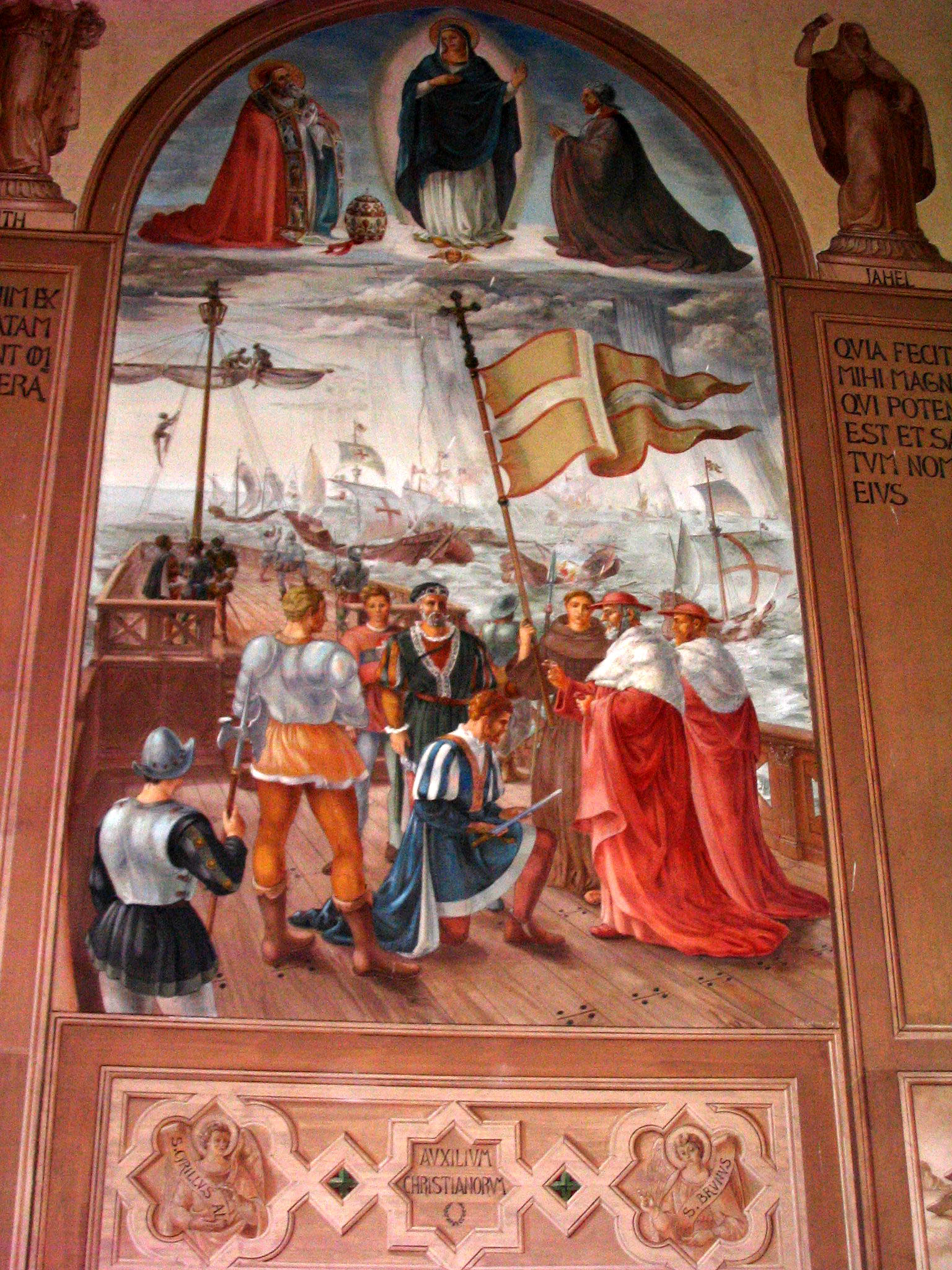
Фреска Верхньої Церкви.
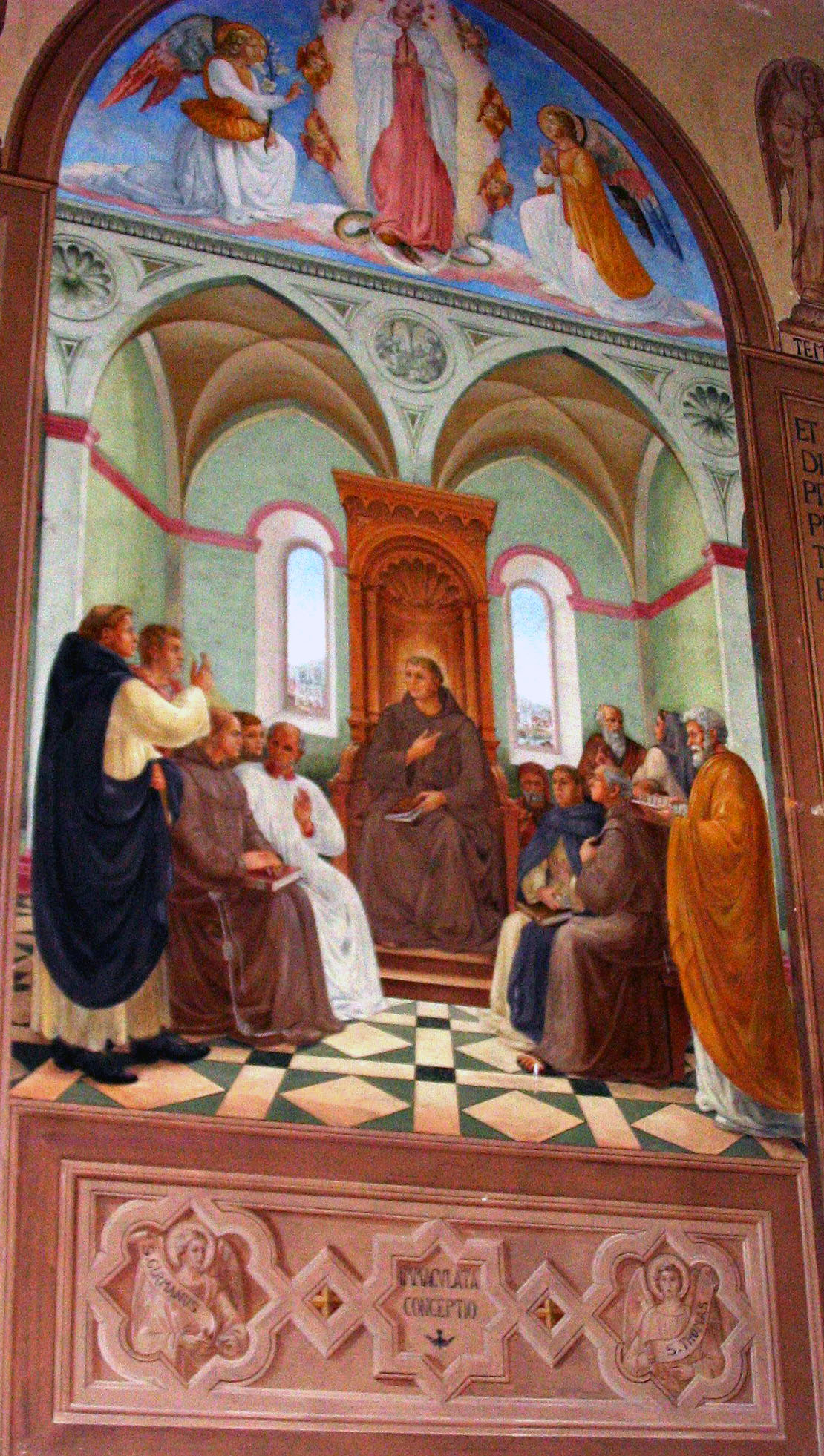
Фреска Верхньої Церкви.
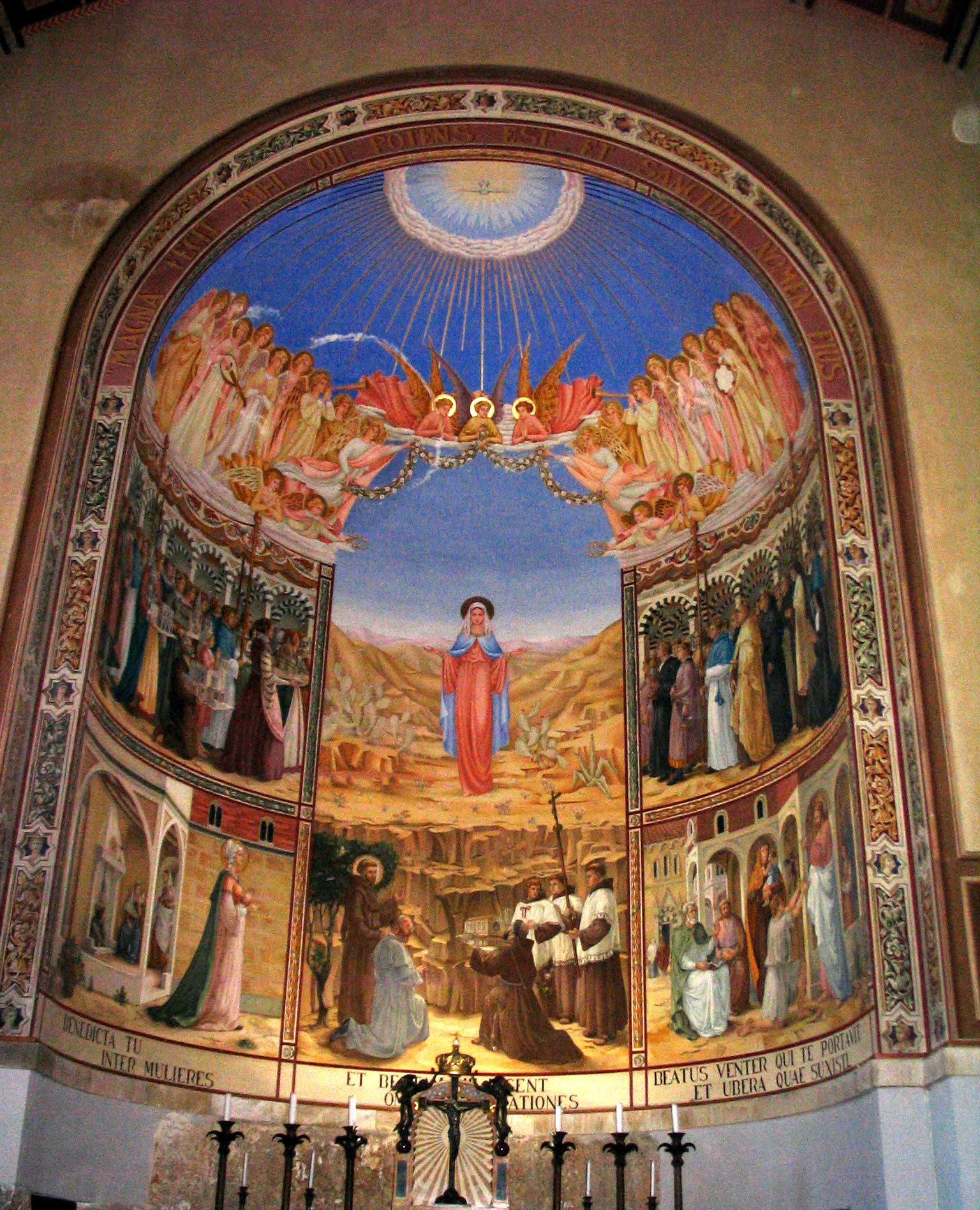
Вівтар.
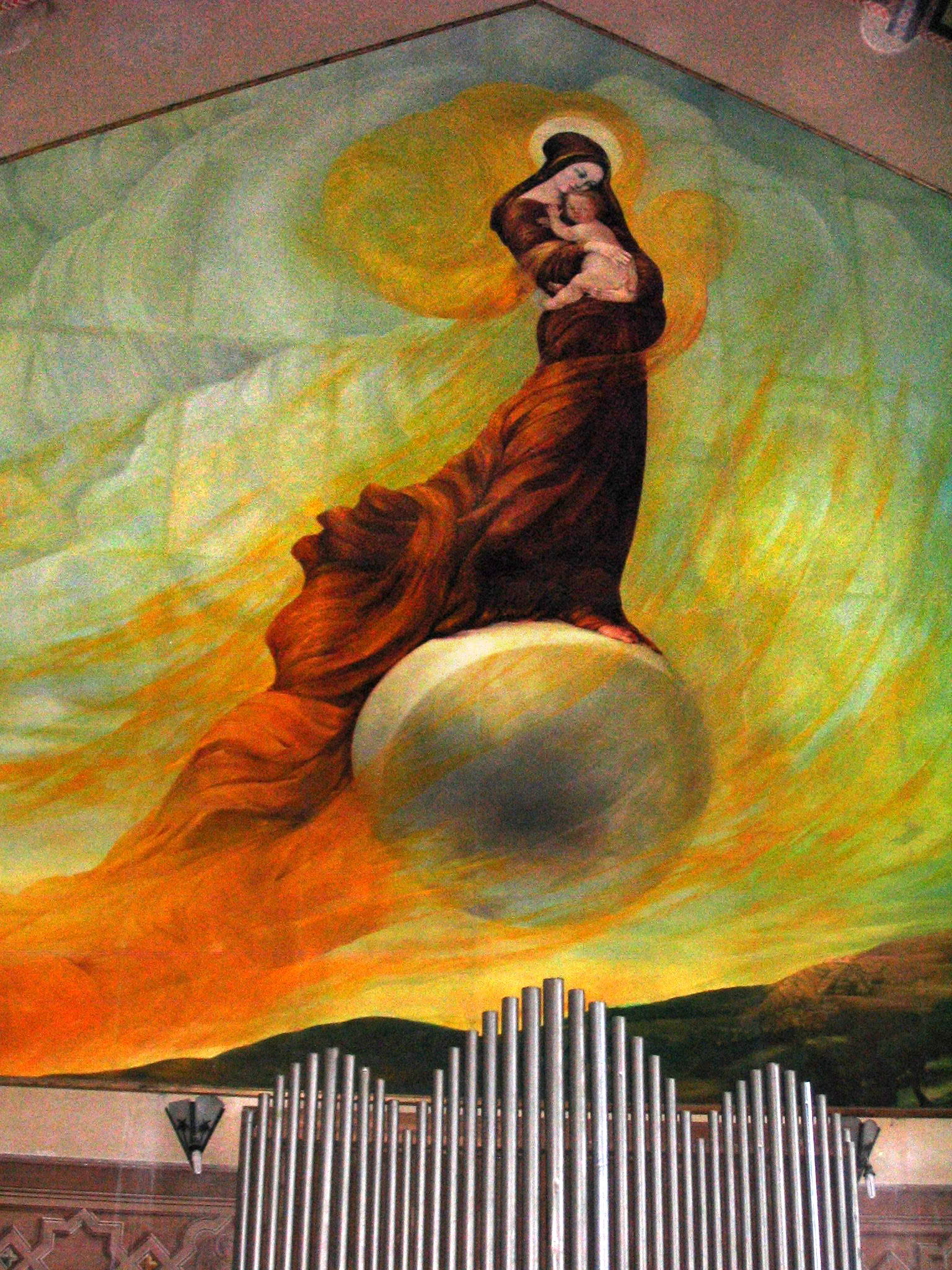
Задня стіна.
Молитва Магніфікат українською мовою